# Cryptanthus caracensis
Cryptanthus caracensis là một loài thực vật có hoa trong họ Bromeliaceae. Loài này được Leme & E.Gross mô tả khoa học đầu tiên năm 1992.